# Liste des cantons des Deux-Sèvres

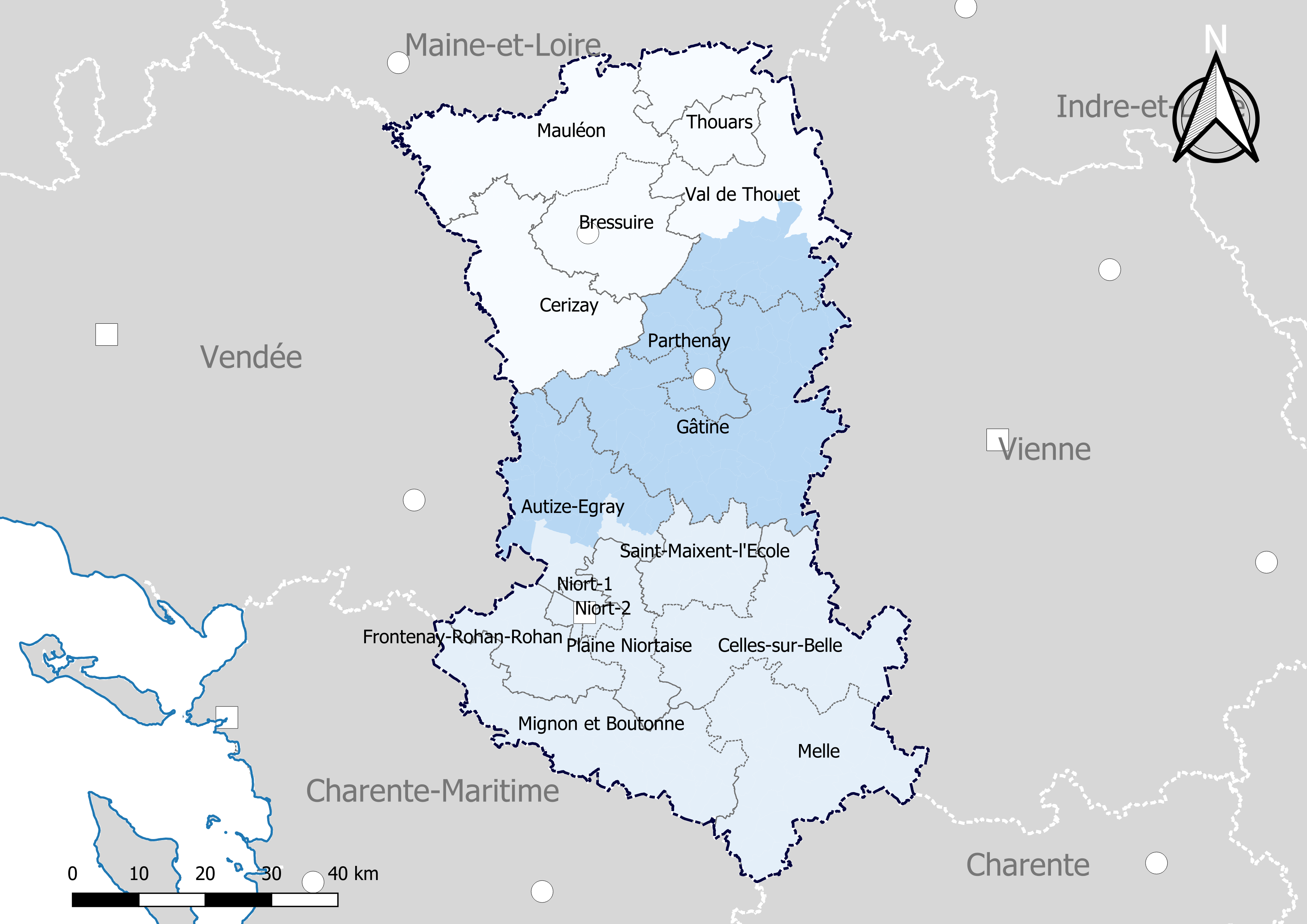
Découpage cantonal du département des Deux-Sèvres, avec en surimpression les arrondissements (en nuances de bleu) - Carte arrêtée au 1er janvier 2019.

Le département des Deux-Sèvres compte 17 cantons depuis 2015, à la suite du redécoupage cantonal de 2014.

## Découpage cantonal avant 2014
Avant le redécoupage de 2014, le département des Deux-Sèvres était découpé en 33 cantons qui étaient entièrement inclus dans un des trois arrondissement du département :
- arrondissement de Bressuire (7 cantons - sous-préfecture : Bressuire) :
canton d'Argenton-les-Vallées - canton de Bressuire - canton de Cerizay - canton de Mauléon - canton de Saint-Varent - canton de Thouars-1 - canton de Thouars-2
- arrondissement de Niort (18 cantons - préfecture : Niort) :
canton de Beauvoir-sur-Niort - canton de Brioux-sur-Boutonne - canton de Celles-sur-Belle - canton de Champdeniers-Saint-Denis - canton de Chef-Boutonne - canton de Coulonges-sur-l'Autize - canton de Frontenay-Rohan-Rohan - canton de Lezay - canton de Mauzé-sur-le-Mignon - canton de Melle - canton de la Mothe-Saint-Héray - canton de Niort-Est - canton de Niort-Nord - canton de Niort-Ouest - canton de Prahecq - canton de Saint-Maixent-l'École-1 - canton de Saint-Maixent-l'École-2 - canton de Sauzé-Vaussais
- arrondissement de Parthenay (8 cantons - sous-préfecture : Parthenay) :
canton d'Airvault - canton de Mazières-en-Gâtine - canton de Ménigoute - canton de Moncoutant - canton de Parthenay - canton de Saint-Loup-Lamairé - canton de Secondigny - canton de Thénezay

## Redécoupage cantonal de 2014
Dans la poursuite de la réforme territoriale engagée en 2010, l'Assemblée nationale adopte définitivement le 17 avril 2013 la réforme du mode de scrutin pour les élections départementales destinée à garantir la parité hommes/femmes. Les lois (loi organique 2013-402 et loi 2013-403) sont promulguées le 17 mai 2013. Un nouveau découpage territorial est défini par décret du 18 février 2014 pour le département des Deux-Sèvres. Celui-ci entre en vigueur lors du premier renouvellement général des assemblées départementales suivant la publication du décret, prévu en mars 2015. Les conseillers départementaux sont élus au scrutin majoritaire binominal mixte. Les électeurs de chaque canton éliront au Conseil départemental, nouvelle appellation des Conseils généraux, deux membres de sexe différent, qui se présenteront en binôme de candidats. Les conseillers départementaux seront élus pour 6 ans au scrutin binominal majoritaire à deux tours, l'accès au second tour nécessitant 10 % des inscrits au 1er tour. En outre la totalité des conseillers départementaux est renouvelée.
Ce nouveau mode de scrutin nécessite un redécoupage des cantons dont le nombre est divisé par deux avec arrondi à l'unité impaire supérieure si ce nombre n'est pas entier impair et avec des conditions de seuils minimaux. Dans les Deux-Sèvres le nombre de cantons passe ainsi de 33 à 17.
Les critères du remodelage cantonal sont les suivants : le territoire de chaque canton doit être défini sur des bases essentiellement démographiques, le territoire de chaque canton doit être continu et les communes de moins de 3 500 habitants sont entièrement comprises dans le même canton. Il n’est fait référence, ni aux limites des arrondissements, ni à celles des circonscriptions législatives.
Conformément à de multiples décisions du Conseil constitutionnel depuis 1985 et notamment sa décision no 2010-618 DC du 9 décembre 2010, il est admis que le principe d’égalité des électeurs au regard des critères démographiques est respecté lorsque le ratio conseiller/habitant de la circonscription est compris dans une fourchette de 20 % de part et d'autre du ratio moyen conseiller/habitant du département. Pour le département des Deux-Sèvres, la population de référence est la population légale en vigueur au 1er janvier 2013, à savoir la population millésimée 2010, soit 369 270 habitants. Avec 17 cantons la population moyenne par conseiller départemental est de 21 722 habitants. Ainsi la population de chaque nouveau canton doit-elle être comprise entre 17 377 habitants et 26 066 habitants pour respecter le principe de l'égalité citoyenne au vu des critères démographiques.
À la suite de la création dans les Deux-Sèvres, à partir de 2015, de plusieurs communes nouvelles, la liste des communes de plusieurs cantons est actualisée par un décret du 7 novembre 2019.

### Composition détaillée
| N° | Nom du Canton         | Bureau centralisateur  | Population 2010 | Écart /moyenne | Nombre de communes entières | Communes composant le canton |
| -- | --------------------- | ---------------------- | --------------- | -------------- | --------------------------- | --- |
| 1  | Autize-Égray          | Coulonges-sur-l'Autize | 21 714          | 1              | 26                          | Ardin, Béceleuf, Beugnon-Thireuil, Le Busseau, Champdeniers, La Chapelle-Bâton, Cherveux, Coulonges-sur-l'Autize, Cours, Faye-sur-Ardin, Fenioux, Germond-Rouvre, Pamplie, Puihardy, Saint-Christophe-sur-Roc, Saint-Laurs, Saint-Maixent-de-Beugné, Saint-Maxire, Saint-Pompain, Saint-Rémy, Sainte-Ouenne, Sciecq, Scillé, Surin, Villiers-en-Plaine, Xaintray. |
| 2  | Bressuire             | Bressuire              | 23 001          | 1,06           | 5                           | Boismé, Bressuire, Chiché, Faye-l'Abbesse, Geay. |
| 3  | Celles-sur-Belle      | Celles-sur-Belle       | 22 688          | 1,04           | 22                          | Aigondigné, Avon, Beaussais-Vitré, Bougon, Celles-sur-Belle, Chenay, Chey, Exoudun, Fressines, Lezay, Messé, La Mothe-Saint-Héray, Pamproux, Prailles-La Couarde, Rom, Saint-Coutant, Sainte-Soline, Salles, Sepvret, Soudan, Vançais, Vanzay. |
| 4  | Cerizay               | Cerizay                | 25 836          | 1,19           | 18                          | L'Absie, Bretignolles, Cerizay, Chanteloup, La Chapelle-Saint-Laurent, Cirières, Clessé, Combrand, Courlay, La Forêt-sur-Sèvre, Largeasse, Moncoutant-sur-Sèvre, Montravers, Neuvy-Bouin, Le Pin, Saint-André-sur-Sèvre, Saint-Paul-en-Gâtine, Trayes. |
| 5  | Frontenay-Rohan-Rohan | Frontenay-Rohan-Rohan  | 18 301          | 0,84           | 13                          | Amuré, Arçais, Bessines, Coulon, Épannes, Fors, Frontenay-Rohan-Rohan, Granzay-Gript, Magné, Saint-Symphorien, Sansais, Vallans, Le Vanneau-Irleau. |
| 6  | La Gâtine             | Secondigny             | 23 665          | 1,09           | 38                          | Allonne, Aubigny, Azay-sur-Thouet, Beaulieu-sous-Parthenay, La Boissière-en-Gâtine, Les Châteliers, Clavé, Doux, La Ferrière-en-Parthenay, Fomperron, Les Forges, Gourgé, Les Groseillers, Lhoumois, Mazières-en-Gâtine, Ménigoute, Oroux, La Peyratte, Pougne-Hérisson, Pressigny, Reffannes, Le Retail, Saint-Aubin-le-Cloud, Saint-Georges-de-Noisné, Saint-Germier, Saint-Lin, Saint-Marc-la-Lande, Saint-Martin-du-Fouilloux, Saint-Pardoux-Soutiers, Saurais, Secondigny, Thénezay, Vasles, Vausseroux, Vautebis, Vernoux-en-Gâtine, Verruyes, Vouhé. |
| 7  | Mauléon               | Mauléon                | 22 700          | 1,05           | 10                          | Argentonnay, Genneton, Mauléon, Nueil-les-Aubiers, La Petite-Boissière, Saint-Amand-sur-Sèvre, Saint-Aubin-du-Plain, Saint-Maurice-Étusson, Saint-Pierre-des-Échaubrognes, Voulmentin. |
| 8  | Melle                 | Melle                  | 21 184          | 0,98           | 26                          | Alloinay, Aubigné, Caunay, La Chapelle-Pouilloux, Chef-Boutonne, Clussais-la-Pommeraie, Couture-d'Argenson, Fontenille-Saint-Martin-d'Entraigues, Fontivillié, Limalonges, Lorigné, Loubigné, Loubillé, Mairé-Levescault, Maisonnay, Marcillé, Melle, Melleran, Montalembert, Pers, Pliboux, Saint-Romans-lès-Melle, Saint-Vincent-la-Châtre, Sauzé-Vaussais, Valdelaume, Villemain. |
| 9  | Mignon-et-Boutonne    | Mauzé-sur-le-Mignon    | 18 716          | 0,86           | 30                          | Asnières-en-Poitou, Beauvoir-sur-Niort, Le Bourdet, Brieuil-sur-Chizé, Brioux-sur-Boutonne, Chérigné, Chizé, Ensigné, Les Fosses, La Foye-Monjault, Juillé, Luché-sur-Brioux, Lusseray, Marigny, Mauzé-sur-le-Mignon, Paizay-le-Chapt, Périgné, Plaine-d'Argenson, Prin-Deyrançon, La Rochénard, Saint-Georges-de-Rex, Saint-Hilaire-la-Palud, Secondigné-sur-Belle, Séligné, Val-du-Mignon, Vernoux-sur-Boutonne, Le Vert, Villefollet, Villiers-en-Bois, Villiers-sur-Chizé.                                                                              |
| 10 | Niort-1               | Niort                  | fraction Niort  |                | fraction Niort              | Partie de la commune de Niort située au nord d'une ligne définie par l'axe des voies suivantes : depuis la limite territoriale de la commune de Saint-Rémy, avenue de Nantes, avenue du Maréchal-de-Lattre-de-Tassigny, rue de Fontenay, rue Baugier, quai de Cronstadt, rue Brisson, place des Halles, rue Victor-Hugo, rue Ricard, avenue de la République, avenue des Martyrs-de-la-Résistance, avenue de Paris, jusqu'à la limite territoriale de la commune de Chauray                                                                                 |
| 11 | Niort-2               | Niort                  | fraction Niort  |                | fraction Niort              | partie de la commune de Niort située à l'est d'une ligne définie par l'axe des voies suivantes : depuis la limite territoriale de la commune de Chauray, avenue de Paris, avenue des Martyrs-de-la-Résistance, avenue de la République, rue Ernest-Perrochon, rue du 24-Février, place Saint-Jean, avenue de Saint-Jean-d'Angély, jusqu'à la limite territoriale de la commune de Saint-Symphorien. |
| 12 | Niort-3               | Niort                  | fraction Niort  |                | fraction Niort              | Partie de la commune de Niort non comprise dans les cantons de Niort-1 et de Niort-2. |
| 13 | Parthenay             | Parthenay              | 21 127          | 0,97           | 11                          | Adilly, Amailloux, La Chapelle-Bertrand, Châtillon-sur-Thouet, Fénery, Lageon, Parthenay, Pompaire, Saint-Germain-de-Longue-Chaume, Le Tallud, Viennay. |
| 14 | La Plaine Niortaise   | Chauray                | 23 635          | 1,09           | 10                          | Aiffres, Brûlain, Chauray, Échiré, Juscorps, Prahecq, Saint-Gelais, Saint-Martin-de-Bernegoue, Saint-Romans-des-Champs, Vouillé. |
| 15 | Saint-Maixent-l'École | Saint-Maixent-l'École  | 25 947          | 1,19           | 13                          | Augé, Azay-le-Brûlé, La Crèche, Exireuil, François, Nanteuil, Romans, Saint-Maixent-l'École, Saint-Martin-de-Saint-Maixent, Sainte-Eanne, Sainte-Néomaye, Saivres, Souvigné. |
| 16 | Thouars               | Thouars                | 19 232          | 0,89           | 5                           | Louzy, Saint-Jacques-de-Thouars, Saint-Jean-de-Thouars, Sainte-Verge, Thouars. |
| 17 | Le Val de Thouet      | Airvault               | 24 199          | 1,11           | 28                          | Airvault, Assais-les-Jumeaux, Availles-Thouarsais, Boussais, Brion-près-Thouet, Le Chillou, Coulonges-Thouarsais, Glénay, Irais, Loretz-d'Argenton, Louin, Luché-Thouarsais, Luzay, Maisontiers, Marnes, Pas-de-Jeu, Pierrefitte, Plaine-et-Vallées, Saint-Cyr-la-Lande, Saint-Généroux, Saint-Léger-de-Montbrun, Saint-Loup-Lamairé, Saint-Martin-de-Mâcon, Saint-Martin-de-Sanzay, Saint-Varent, Sainte-Gemme, Tourtenay, Val-en-Vignes. |
|    |                       |                        | 369 270         |                | 256                         | |

### Répartition par arrondissement
Contrairement à l'ancien découpage où chaque canton était inclus à l'intérieur d'un seul arrondissement, le nouveau découpage territorial s'affranchit des limites des arrondissements. Certains cantons peuvent être composés de communes appartenant à des arrondissements différents. Dans le département des Deux-Sèvres, c'est le cas de deux cantons (Autize-Égray et Le Val de Thouet).
Le tableau suivant présente la répartition par arrondissement :
| N° | Canton                | Bressuire | Niort          | Parthenay | Total          |
| -- | --------------------- | --------- | -------------- | --------- | -------------- |
| 1  | Autize-Égray          |           | 6              | 20        | 26             |
| 2  | Bressuire             | 5         |                |           | 5              |
| 3  | Celles-sur-Belle      |           | 22             |           | 22             |
| 4  | Cerizay               | 18        |                |           | 18             |
| 5  | Frontenay-Rohan-Rohan |           | 13             |           | 13             |
| 6  | La Gâtine             |           |                | 38        | 38             |
| 7  | Mauléon               | 10        |                |           | 10             |
| 8  | Melle                 |           | 26             |           | 26             |
| 9  | Mignon-et-Boutonne    |           | 30             |           | 30             |
| 10 | Niort-1               |           | fraction Niort |           | fraction Niort |
| 11 | Niort-2               |           | fraction Niort |           | fraction Niort |
| 12 | Niort-3               |           | fraction Niort |           | fraction Niort |
| 13 | Parthenay             |           |                | 11        | 11             |
| 14 | La Plaine Niortaise   |           | 10             |           | 10             |
| 15 | Saint-Maixent-l'École |           | 13             |           | 13             |
| 16 | Thouars               | 5         |                |           | 5              |
| 17 | Le Val de Thouet      | 19        |                | 9         | 28             |
|    |                       | 57        | 121            | 78        | 256            |